# Bledius albonotatus
Bledius albonotatus är en skalbaggsart som beskrevs av Mäklin 1853. Bledius albonotatus ingår i släktet Bledius och familjen kortvingar. Inga underarter finns listade i Catalogue of Life.